# Wasted Time (Vance Joy)
Wasted Time è un brano musicale del cantautore australiano Vance Joy, terza traccia di Dream Your Life Away, pubblicato il 5 settembre 2014.

## Formazione
Musicisti
- Vance Joy – voce, chitarra acustica, chitarra elettrica
- Edwin White – cori, batteria, percussioni, violoncello, arrangiamento delle corde
- Ryan Hadlock – chitarra, tastiera
- Kimo Muraki – corno
- Adam Trachsel – basso acustico
- Lauren Jacobson – violino
- Jonathan Colliver – cori

Produzione
- Ryan Hadlock – produzione, ingegneria del suono
- Vance Joy – produzione aggiuntiva
- Edwin White – produzione aggiuntiva
- Jerry Streeter – ingegneria del suono
- John O'Mahony – missaggio
- Greg Calbi – mastering

## Classifiche
| Classifica (2014) | Posizione massima |
| ----------------- | ----------------- |
| Australia         | 43                |
| Canada            | 50                |